# Стенли куп плејоф 2002.
Стенли куп плејоф Националне хокејашке лиге (НХЛ) који је одигран 2002. године почео је 17. априла а завршио 13. јуна победом Детроит ред вингса над Каролина харикенсима, резултатом 4-1 у финалној серији. Овим тријумфом Детроит је стигао до свог десетог Стенлијевог трофеја у овом такмичењу.
Харикенсима је ово било прво учешће у финалу купа у својој 23 године дугој историји, рачунајући ту и период који су играли док су били у Конектикату, као Хартфорд вејлерси. Одбрамбени играч ред вингса, Никлас Лидстром проглашен је за МВП-ја турнира као најкориснији играч и освојио Кон Смајтов трофеј. Ово је била девета титула за Детроитовог тренера Скатија Боумена који је након одлучујуће утакмице најавио прекид своје богате тренерске каријере. Финикс којотси су одиграли своју последњу сезону у Америка Вест арени (енгл. America West Arena) што је било и њихово последње учешће у плејофу такмичења све до 2010. године када су се поново нашли у овој фази, али су је играли у Глендејлу (предграђе Финикса).
Шеснаест тимова који су се пласирали у плејоф, по осам из обе дивизије, играли су елиминаторни турнир у серијама на четири добијене утакмице кроз четири фазе такмичења (четвртфинале конференције, полуфинале конференције, финале конференције и Стенли куп финале).
Забележено је рекордних 25 шатаута (утакмица у којима један тим није примио/постигао гол) и први пут од 1991. године ни један тим није испао из серије без барем једне победе. Први пут од свог уласка у НХЛ лигу ни један од два клуба из канадске покрајине Алберте (ојлерси и флејмси) није успео да се пласира у плејоф у истој сезони.

## Учесници плејофа
У плејоф су се пласирали шампиони свих шест дивизија и по пет најбољих екипа из сваке конференције на основу коначне табеле након завршетка регуларног дела сезоне 2001/02, укупно 16 тимова, по осам из сваке конференције. Тимовима су додељене позиције 1-8 на основу пласмана у својој конференцији.
Филаделфија флајерси (Атлантик), Каролина харикенси (Југоисток), Бостон бруинси (Североисток), Детроит ред вингси (Централ), Сан Хозе шаркси (Пацифик) и Колорадо аваланши (Северозапад) били су шампиони својих дивизија по завршетку лигашког дела сезоне 2001/02. Детроит ред вингси су освојили и трофеј Президентс као најбоље пласирани тим лигашког дела такмичења (116 бодова).
Тимови који су се квалификовали за Стенли куп плејоф 2002. следе испод.
| Шампиони источних дивизија |                                    |        |
| #                          | Клуб                               | Бодови |
| (1)                        | Бостон бруинси (Североисток)       | 101    |
| (2)                        | Филаделфија флајерси (Атлантик)    | 97     |
| (3)                        | Каролина харикенси (Југоисток)     | 91     |
|                            |                                    |        |
| По пласману на Истоку      |                                    |        |
| #                          | Клуб                               | Бодови |
| (4)                        | Торонто мејпл лифси (Североисток)  | 100    |
| (5)                        | Њујорк ајлендерси (Атлантик)       | 96     |
| (6)                        | Њу Џерзи девилси (Атлантик)        | 95     |
| (7)                        | Отава сенаторси (Североисток)      | 94     |
| (8)                        | Монтреал канадијанси (Североисток) | 87     |

| Шампиони западних дивизија |                                 |        |
| #                          | Клуб                            | Бодови |
| (1)                        | Детроит ред вингси (Централ)    | 116    |
| (2)                        | Колорадо аваланши (Северозапад) | 99     |
| (3)                        | Сан Хозе шаркси (Пацифик)       | 99     |
|                            |                                 |        |
| По пласману на Западу      |                                 |        |
| #                          | Клуб                            | Бодови |
| (4)                        | Сент Луис блуз (Централ)        | 98     |
| (5)                        | Чикаго блекхокси (Централ)      | 96     |
| (6)                        | Финикс којотси (Пацифик)        | 95     |
| (7)                        | Лос Анђелес кингси (Пацифик)    | 95     |
| (8)                        | Ванкувер канакси (Северозапад)  | 94     |

## Распоред и резултати серија
| Четвртфинала конференција (прва рунда) |

| Источна конференција | Источна конференција | Источна конференција | Источна конференција | Источна конференција |
| -------------------- | -------------------- | -------------------- | -------------------- | -------------------- |
| (1)                  | Бостон бруинси       | 2-4                  | Монтреал канадијанси | (8)                  |
| (2)                  | Филаделфија флајерси | 1-4                  | Отава сенаторси      | (7)                  |
| (3)                  | Каролина харикенси   | 4-2                  | Њу Џерзи девилси     | (6)                  |
| (4)                  | Торонто мејпл лифси  | 4-3                  | Њујорк ајлендерси    | (5)                  |

| Западна конференција | Западна конференција | Западна конференција | Западна конференција | Западна конференција |
| -------------------- | -------------------- | -------------------- | -------------------- | -------------------- |
| (1)                  | Детроит ред вингси   | 4-2                  | Ванкувер канакси     | (8)                  |
| (2)                  | Колорадо аваланши    | 4-3                  | Лос Анђелес кингси   | (7)                  |
| (3)                  | Сан Хозе шаркси      | 4-1                  | Финикс којотси       | (6)                  |
| (4)                  | Сент Луис блуз       | 4-1                  | Чикаго блекхокси     | (5)                  |

| Полуфинала конференција (друга рунда) |

| Источна конференција | Источна конференција | Источна конференција | Источна конференција | Источна конференција |
| -------------------- | -------------------- | -------------------- | -------------------- | -------------------- |
| (3)                  | Каролина харикенси   | 4-2                  | Монтреал канадијанси | (8)                  |
| (4)                  | Торонто мејпл лифси  | 4-3                  | Отава сенаторси      | (7)                  |

| Западна конференција | Западна конференција | Западна конференција | Западна конференција | Западна конференција |
| -------------------- | -------------------- | -------------------- | -------------------- | -------------------- |
| (1)                  | Детроит ред вингси   | 4-1                  | Сент Луис блуз       | (4)                  |
| (2)                  | Колорадо аваланши    | 4-3                  | Сан Хозе шаркси      | (3)                  |

| Финала конференција |

| Источна конференција | Источна конференција | Источна конференција | Источна конференција | Источна конференција |
| -------------------- | -------------------- | -------------------- | -------------------- | -------------------- |
| (3)                  | Каролина харикенси   | 4-2                  | Торонто мејпл лифси  | (4)                  |

| Западна конференција | Западна конференција | Западна конференција | Западна конференција | Западна конференција |
| -------------------- | -------------------- | -------------------- | -------------------- | -------------------- |
| (1)                  | Детроит ред вингси   | 4-3                  | Колорадо аваланши    | (2)                  |

| СТЕНЛИ КУП ФИНАЛЕ |                    |     |                    |       |
| (З-1)             | Детроит ред вингси | 4-1 | Каролина харикенси | (И-3) |

| Шампиони 2002.                     |
| ---------------------------------- |
| Детроит ред вингси (десета титула) |

## Статистика

### Тимови
| Клуб                 | ОУ | П  | И  | ГД | ГП | ГДУ  | ГПУ  | ИВ   | ИМ   |
| -------------------- | -- | -- | -- | -- | -- | ---- | ---- | ---- | ---- |
| Детроит ред вингси   | 23 | 16 | 7  | 72 | 47 | 3.13 | 2.04 | 19.2 | 86.5 |
| Каролина харикенси   | 23 | 13 | 10 | 47 | 43 | 2.04 | 1.87 | 15.5 | 84.4 |
| Колорадо аваланши    | 21 | 11 | 10 | 54 | 56 | 2.57 | 2.67 | 13.0 | 85.5 |
| Торонто мејпл лифси  | 20 | 10 | 10 | 44 | 49 | 2.20 | 2.45 | 14.4 | 79.8 |
| Сан Хозе шаркси      | 12 | 7  | 5  | 34 | 32 | 2.83 | 2.67 | 10.4 | 89.6 |
| Отава сенаторси      | 12 | 7  | 5  | 29 | 18 | 2.42 | 1.50 | 16.4 | 85.4 |
| Монтреал канадијанси | 12 | 6  | 6  | 32 | 39 | 2.67 | 3.25 | 18.8 | 77.1 |
| Сент Луис блуз       | 10 | 5  | 5  | 24 | 19 | 2.40 | 1.90 | 20.0 | 88.1 |
| Њујорк ајлендерси    | 7  | 3  | 4  | 21 | 22 | 3.00 | 3.14 | 28.9 | 88.4 |
| Лос Анђелес кингси   | 7  | 3  | 4  | 13 | 16 | 1.86 | 2.29 | 5.9  | 92.3 |
| Њу Џерзи девилси     | 6  | 2  | 4  | 11 | 9  | 1.83 | 1.50 | 21.4 | 81.0 |
| Бостон бруинси       | 6  | 2  | 4  | 18 | 20 | 3.00 | 3.33 | 25.0 | 77.8 |
| Ванкувер канакси     | 6  | 2  | 4  | 16 | 22 | 2.67 | 3.67 | 14.8 | 72.0 |
| Финикс којотси       | 5  | 1  | 4  | 7  | 13 | 1.40 | 2.60 | 4.0  | 92.6 |
| Чикаго блекхокси     | 5  | 1  | 4  | 5  | 13 | 1.00 | 2.60 | 5.9  | 75.0 |
| Филаделфија флајерси | 5  | 1  | 4  | 2  | 11 | 0.40 | 2.20 | 6.3  | 83.3 |

Статистика је преузета са званичног сајта НХЛ лиге.
(Легенда: ОУ-одигране утакмице; П-победе; И-изгубљене утакмице; ГД-дати голови; ГП-примљени голови; ГДУ-просек датих голова по утакмици; ГПУ-просек примљених голова по утакмици; ИВ-реализација играча више; ИМ-одбрана са играчем мање)